# Псалом 140

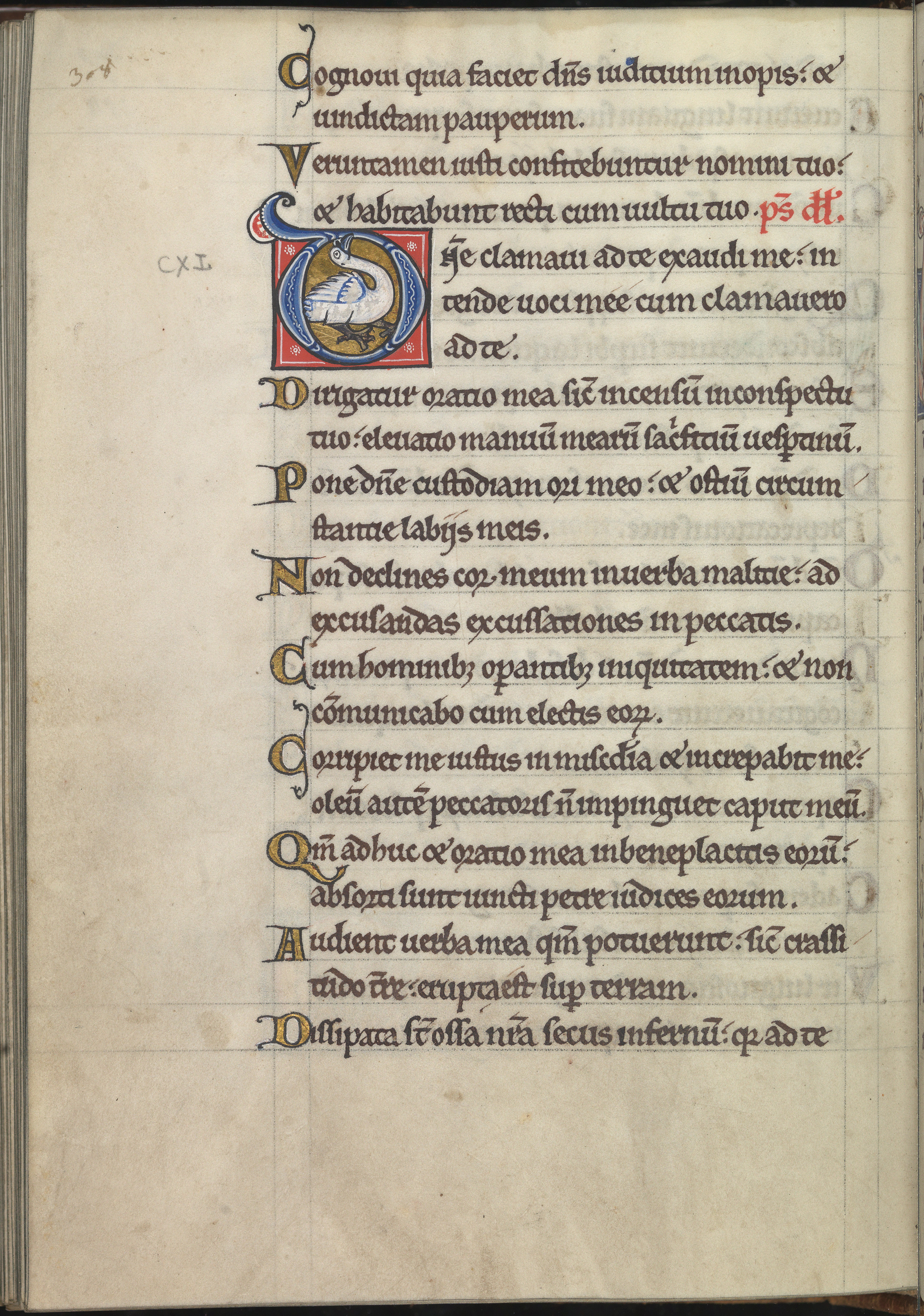
140-й псалом в Псалтири Алиеоноры Аквитанской

Сто сороково́й псало́м — 140-й псалом из библейской книги Псалтирь (в масоретской нумерации — 141-й). Инципит: «Господи, воззвах» (церк.-слав.), др.-греч. Κύριε ἐκέκραξα πρὸς σέ, лат. Domine, clamavi ad te. Используется в большинстве восточно-христианских обрядов (византийский, западно- и восточно-сирский, армянский, эфиопский) в качестве обязательного псалма на вечерне и/или как входящий вместе с псалмами 141, 129, 116 в группу «Господи, воззвах». В Православной церкви второй стих с рефреном «Да исправится молитва моя» используется на литургии преждеосвящённых даров в качестве самостоятельного песнопения.

## Авторство и содержание псалма
Как указывает надписание, автором псалма является царь Давид. По мнению богословских толкователей, Давид написал его, когда скрывался от царя Саула (1Цар. 22). Псалом представляет собой молитву находящегося в опасности человека, в которой он просит, с одной стороны, об избавлении от этой опасности, с другой — чтобы опасная ситуация не спровоцировала его на совершение греха. В тексте псалма содержится важная мысль, что молитва не менее ценна Богу, чем ветхозаветные вечерние жертвоприношения и каждение (см. Чис. 28:4 и Исх. 30:8).

## «Господи, воззвах»

### История использования в Православной церкви
В связи с тем, что в тексте молитва сравнивается именно с вечерним жертвоприношением, псалом 140 уже в IV веке занял место в чине вечерни. В Апостольских постановлениях (380 год) он упоминается как вечерний псалом, Иоанн Златоуст в своих комментариях указывает, что этот псалом поётся ежедневно. До введения в чин вечерни предначинательного 103 псалма псалом 140 открывал вечерню.
Вечерня Иерусалимской церкви V — VII веков, реконструированная по грузинскому переводу иерусалимского Лекционария, содержала 140, 141, 129 и 116 псалмы с припевами и гимнами, то есть группа «Господи, воззвах» уже сформировалась к этому периоду. В сочетании с «Правилом повседневного псалмопения святого Саввы» (самая ранняя рукопись X века, но оригинал предположительно датировался периодом до арабского завоевания) иерусалимские «Господи, воззвах» выглядели как вышеуказанные четыре псалма, к которым добавлялись припевы: в понедельник, вторник и четверг — «Аллилуйя», в среду и пятницу — короткие тропари, в воскресения и праздники — стихиры. Таким образом, к VII веку «Господи, воззвах» сложился в виде, близком к современному.
В Константинопольской соборной традиции псалом 140 использовался, помимо традиционной группы «Господи, воззвах», в качестве входного антифона. Во время пения псалма духовенство с кадилом и зажжёнными свечами входило в алтарь, а затем совершалось каждение алтаря. В начале пения 140 псалма предстоятель читал тайную молитву входа: «Вечер и заутре и полудне…». Подобный порядок пения 140 псалма атрибутируется патриарху Анфиму I (535 — 536). Впрочем, к концу XII века константинопольская соборная практика была вытеснена студийским монашеским правилом, основанном на ранней традиции Иерусалимской церкви.
В студийской традиции «Господи, воззвах» обогатилось обширным сводом стихир, исполнявшихся ежедневно. Тайная молитва входа переместилась к моменту пения последних стихир, а сам вечерний вход клириков в алтарь стал совершаться после окончания «Господи, воззвах» — во время пения гимна «Свете тихий».

### В современном богослужении Православной церкви
В современном богослужении «Господи, воззвах» представляет собой блок псалмов 140, 141, 129 и 116 со стихирами. В приходской практике обычно поются только первые два стиха 140 псалма («Господи! к Тебе взываю: поспеши ко мне, внемли голосу моления моего, когда взываю к Тебе. Да направится молитва моя, как фимиам, пред лице Твое; воздеяние рук моих — как жертва вечерняя») с припевом «Услыши мя, Господи», а затем отдельные стихи из псалмов со стихирами. Количество стихир переменно (4, 6, 8, 10), зависит от дня недели, праздника, времени года и т. д. и определяется Типиконом. Максимальное число стихир на «Господи, воззвах» — 10, полагается только на воскресных великих вечернях (то есть в субботу вечером), вечером первых пять воскресений Великого поста (эти вечерни вседневные, но на них поётся великий прокимен), накануне Вознесения Господня. На вечернях других (кроме Вознесения) двунадесятых праздников полагается 8 стихир и т. д. Типиконом же определяется сочетание стихир в случае, когда с воскресеньем совпадают праздники в честь почитаемых святых. От количества стихир на «Господи, воззвах» происходит название служб в честь этих святых («на шесть», «на восемь»).
Особое внимание уделяется последней в ряду стихире, поющейся после слов «и ныне…» и посвящённой Богородице (отсюда название «Богородичен»). Богородичны на воскресных вечернях содержат поэтическое изложение догмата Халкидонского собора о двух природах во Христе, в связи с чем называются догматиками.
Во время пения «Господи, воззвах» диакон (или священник, если служит без диакона) совершает полное каждение храма, иллюстрирующее слова псалма и напоминающее, что в древности псалом 140 находился в начале богослужения. Если на вечерне полагается вечерний вход, то он начинается во время пения богородична (или догматика): первыми идут свещеносцы с зажжёнными свечами, диакон с кадилом (и Евангелием, если оно будет читаться на вечерне) и священник. Вечерний вход напоминает о древнем обряде внесения светильника в собрание, вокруг которого собственно и образовалась вечерня.
На литургии преждеосвященных даров, первая часть которой представляет собой видоизменённую вечерню, «Господи, воззвах» поётся в том же порядке, что и на обычной вечерне. Типиконом указано в этом случае пение стихир «на десять», в приходской практике обычно поются стихиры в таком количестве, чтобы диакон успел совершить полное каждение храма.

### В богослужении Древневосточных церквей
На вечерне армянского, западно-сирского, восточно-сирского обрядов псалом 140 входит в состав группы «Господи, воззвах». Состав этой группы неодинаков в этих обрядах, что объясняется их самостоятельным развитием после V века. В праздничной и воскресной вечернях эфиопского обряда группы «Господи, воззвах» нет, но сам псалом 140 присутствует, а в великопостной вечерне он заменяется покаянным 50-м псалмом. В собственно вечерне коптского обряда 140-го псалма нет, а в последовании вечернего каждения используются только первые два стиха этого псалма с припевом «Аллилуйя».

### В богослужении Католической церкви
Согласно Уставу святого Бенедикта, 140-й псалом пели на вечерне четверга. В дореформенном чине вечерни римского обряда для каждого дня недели полагался свой набор псалмов, но стихом и респонсорием для большинства дней был стих 140:2. Предполагается[кем?], что этот стих может быть остатком пения всего 140-го псалма, сопровождавшего каждение. В амвросианском обряде 140-й псалом пелся на вечернях в пятницы Великого поста, тем самым соединялся обряд возжжения света с последующим каждением.

### В богослужении ортодоксального иудаизма
140:2 «да направится молитва моя, как фимиам, пред лице Твое, воздеяние рук моих как жертва вечерняя» произносят в праздники Рош ха-Шана, Йом-кипур, на Слихот, на утреннем произнесении молитв Шма.

## На литургии преждеосвящённых даров
На литургии преждеосвящённых даров, совершаемой в определённые дни Великого поста, псалом 140 поётся дважды: первый раз — в составе «Господи, воззвах» (как на обычной вечерне, см. выше), второй раз — после чтения паремий. Это второе пение по своим начальным словам называется «Да исправится молитва моя», сопровождается коленопреклонением народа (а на последнем стихе — и священника) и является одной из ярких особенностей литургии преждеосвященных даров.
Предполагается, что это песнопение имеет антиохийское происхождение. Одно из наиболее ранних упоминаний о том, что «Да исправится молитва моя» исполнялась в Константинополе именно на литургии преждеосвященных даров, относится к 615 году. В константинопольской соборной традиции это песнопение было изначально прокимном, чтец пел его с амвона, а духовенство сидело в алтаре. В студийской монашеской традиции, вытеснившей к концу XII века соборную константинопольскую, «Да исправится молитва моя» перестало быть обычным прокимном, во время его исполнения постепенно утвердился обычай народного коленопреклонения и священнического каждения.
В современной практике «Да исправится молитва моя» выглядит так:
- Стих: «Да испра́вится моли́тва моя́, я́ко кади́ло, пред Тобо́ю: воздея́ние руку́ мое́ю — же́ртва вече́рняя» (Пс. 140:2).
- Рефрен: «Да исправится молитва моя, яко кадило, пред Тобою: воздеяние руку моею — жертва вечерняя» (Пс. 140:2)
- Стих: «Го́споди, воззва́х к Тебе́, услы́ши мя: вонми́ гла́су моле́ния моего́, внегда́ воззва́ти ми к Тебе́» (Пс. 140:1).
- Рефрен.
- Стих: «Положи́, Го́споди, хране́ние усто́м мои́м и дверь огражде́ния о устна́х мои́х» (Пс. 140:3).
- Рефрен.
- Стих: «Не уклони́ се́рдце мое́ в словеса́ лука́вствия, непщева́ти вины́ о гресе́х» (Пс. 140:4)
- Рефрен
- Стих: «Да исправится молитва моя, яко кадило, пред Тобою: воздеяние руку моею — жертва вечерняя» (Пс. 140:2).

Различные богослужебные книги предписывают петь стихи чтецу (Служебник, Триодь постная, Типикон), священнику (Ирмологий), нескольким певцам (Служебник), а рефрен — хору. Священник во время пения кадит престол, затем Святые Дары на жертвеннике, а во время пения последнего стиха отдаёт кадило диакону, а сам преклоняет колена перед престолом (в греческих Церквах кадит народ). Все молящиеся стоят на коленях в течение всего песнопения.

## Комментарии
Второй стих представляет собой типичный для псалмов parallelismus membrorum: молитва Господу сравнивается с богослужебным ритуалом — воскурением перед Его образом благовония, а «воздеяние рук» молящегося — с вечерним жертвоприношением иудеев (о нём см. Исх 29:37-42). 
Трудность для понимания в традиции Септугинты-Вульгаты-Елизаветинской Библии представляет неожиданное окончание пятого стиха. В ЦС-переводе пятый стих звучит так: «Накажет мя праведник милостию и обличит мя, елей же грешнаго да не намастит главы моея: яко еще и молитва моя во благоволениих их» (ср. др.-греч. ὅτι ἔτι καὶ ἡ προσευχή μου ἐν ταῖς εὐδοκίαις αὐτῶν, лат. quoniam adhuc est oratio mea in beneplacitis eorum). Во всех переводах непонятно, к чему относится местоимение «их» (грамматически может относиться как к «праведнику», так и к «грешнику»); если подразумеваются грешники, неясно, зачем молящемуся необходимо их благоволение. Иоанн Златоуст толкует предлог «в» как «против»; при такой трактовке смысл последней фразы меняется на противоположный (отказ от «благоволений» грешников). В переводах, сделанных на основе Масоры, указанной семантической трудности нет (хотя эллипсис между последней фразой и предшествующей ей всё же ощутим), например, в версии Синодального перевода «...это лучший елей, который не повредит голове моей; но мольбы мои — против злодейств их» и в современных критических переводах.  
Наибольшую проблему для понимания составляют шестой и седьмой стихи псалма, причём смысловая неопределённость отличает не только тексты христианской традиции (в версиях Септуагинты, Вульгаты и Елизаветинской Библии), но и еврейский текст. Крупный немецкий библеист Ганс-Иоахим Краус, рассматривающий псалом преимущественно в редакции Масоры, выражается ещё более резко: он полагает, что этот текст «испорчен» (verderbt) и «совершенно не имеет смысла» (gibt schlechterdings keinen Sinn). Колебания в тексте, например, заметны в глаголе ἡδυνήθησαν (аорист к δύναμαι), который в позднейших правках (вероятно, по Масоре) Ватиканского и Синайского кодексов имеет форму ἡδύνθησαν (пасс. аорист к ἡδύνω); в версиях Вульгаты, соответственно, potuerunt / decora sunt; в Елизаветинской Библии, соответственно, «возмогоша» и «усладишася». Чтение «кости их» в ЦС и у Юнгерова (подразумевается, кости «судей», под которыми обычно понимаются вожди/предводители язычников) не соответствует чтению «кости наши» Септуагинты  (ὀστᾶ ἡμῶν), Вульгаты (ossa nostra, тж. в версии juxta hebraeos) и Масоры (=СП). Замена оригинального «наших» на «их» представляет собой правку, в попытке рассматривать ст. 6-7 как целое, в котором ст. 7 заключает мораль о наказании «судьям» (из ст. 6) за их грехи. 
Некоторое представление о разных пониманиях стихов 6-7 дают нижеследующие авторитетные переводы: 
| Церковнославянский перевод (в транскрипции) | Перевод П. А. Юнгерова | Синодальный перевод | Критический перевод Г.-И. Крауса | Перевод М. Дахуда |
| --- | --- | --- | --- | --- |
| (6) Пожерты быша при камени судии их, услышатся глаголи мои яко возмогоша / усладишася. (7) Яко толща земли проседеся на земли, расточишася кости их при аде. | (6) Пожраны были близ камня судии их, услышаны были слова мои, ибо они могущественны. (7) Как глыба земли распадается на земле, так кости их рассыпались при аде. | (6) Вожди их рассыпались по утесам, и слышат слова мои, что они кротки. (7) Как будто землю рассекают и дробят нас; сыплются кости наши в челюсти преисподней. | (6) Да попадут они [злодеи] в руки их судей, тогда они услышат, сколь любезны слова мои! (7) Как расщепляется скала и разрыхляется земля, рассыпаются кости их в гло́тке шеола. | (6) Да попадут их судьи в тиски Скалы, и пусть услышат, сколь приятны слова Его! (7) Я — словно разодран и расщеплён в преисподней, кости мои разбросаны в пасти шеола. |

В десятом стихе (перевод по Масоре: Падут в свою сеть грешники, один за другим, а я ее обойду) проблему представляет разночтение в старейших (наиболее авторитетных) рукописях Септуагинты, на которое указывал ещё Юнгеров: в одних текст читается как πεσοῦνται ἐν ἀμφιβλήστρῳ αὐτοῦ ἁμαρτωλοί (попадут грешники в Его сеть), отсюда «сеть» приходилось понимать как метафору уготованного грешным грядущего наказания Бога, в других — ἐν ἀμφιβλήστρῳ αὐτῶν ἁμαρτωλοί (попадут в свою сеть), что трактуется как саморазрушение грешников, так сказать, без участия Бога. Современная библейская критика придерживается второй версии, поскольку она больше соответствует масоретскому тексту.
Во второй части того же стиха оригинальное словосочетание «один за другим» в Септуагинте было неправильно переведено как «я остаюсь один» (κατὰ μόνας εἰμὶ ἐγὼ), отсюда перекочевало в Вульгату (singulariter sum ego) и в Славянскую Библию (един есьм аз). Таким образом, странная предпосылка обхождения греховной сети — одиночество праведника (а я один останусь, пока не перейду её) — устраняется.

## Рецепция
Музыка
Известны многочисленные авторские напевы и гармонизации второго стиха («Да исправится молитва моя» и т.д.) — для оформления православного богослужения. Среди композиторов Д. С. Бортнянский, Б. Галуппи, М. И. Глинка, А. Т. Гречанинов, П. И. Турчанинов, П. И. Чайковский, П. Г. Чесноков (op. 24 № 6; наиболее популярное воплощение этого стиха), Р. К. Щедрин. Католические и протестантские композиторские (многоголосные) обработки стихов 140-го псалма единичны. Среди них — мотеты О. ди Лассо (на латинский текст), Климента-не-Папы (на голландский стихотворный перевод), Я. П. Свелинка (на французский стихотворный перевод). 
Псалом изредка используется в неакадемической музыке. Композиция под названием «Господи воззвах» есть в репертуаре болгарской группы «Исихия».
Литература
| Господи, звах к Тебе, Ты же мя услыши, внегда призову Тя, глас молитвы внуши. Да, яко кадило, Ты молитву мою исправну имаши выну пред Тобою. Воздеяние же руку ми, яко же жертва вечерняя да есть Тебе, Боже. Положи, Господи, устом хранения моим и во устнах дверь ограждения, Не даждь сердцу словес лукавых вещати и о гресех моих вины непщевати. Со беззаконными людми не сочтуся и со избраными их не сообщуся. Накажет мя прав муж и да обличает, грешных елей главы да не намащает. Паче же молюся аз на ня ко Богу, да зло еже любят казнить по премногу. При камени суд им твориши и падоша, да слышат речи ми, яко возмогоша. Яко толщи земли на ней положенны, тако их при аде кости расточенны. Яко к Тебе, Боже, очи обращаю, не отими душу, на Тя уповаю. От сети изволи мене сохранити, юже потщахуся они составити. Сохрани от соблазн делающих злая, Тебе всеблагому Богу премерзская. Грешнии людие впадут мрежу свою, аз же уповаю на благодать Твою. Яко особь буду, не имам лов быти им, До́ндеже моим летом мимо ити. Симеон Полоцкий, «Псалтирь рифмотворная», 1678 | Господи, воззвах к Тебе, услыши мя, Егда воззову к Тебе, сам призри мя. Моление мое да исправится, О Тебе в кадило да ухается. Руку моею милостивно приими Молебная воздеяния вонми, Любовию яко жертву всеприятну Яви милость яко и заизрядну. Аще бо не Ты мене услышиши, На моления моя Сам призриши Спасителя нигде же обретаю, Яко Тя единаго Бога знаю. Мне несть к тому прибежища инаго, О Тебе бо сокрушаю врага злаго, Прегрешенми бо аще и связахся, Ибо веры никогда отлучахся. Накажи мя, праведный, сам в милости, Ангельский и всех царю, во благости, Со гневом бо аще назриши наш грех, Абие мал обрящется во всех спех, Христе, туне мук вечных возроди мя, Христе, воскресением обнови мя. Герман-монах, переложение 140-го псалма |